# レンダーファーム
レンダーファーム（英: render farm）とは、Computer Generated Imagery (CGI) のレンダリングを行うコンピュータ・クラスターである。一般に映画やテレビのVFXのためにクラスター構築され、オフラインのバッチ処理でレンダリングを行う。画像のレンダリングは非常に並列コンピューティング向きのうえ、各フレームをそれぞれ別々に計算可能で、このため、他のCPUとの通信が必要となるのは最初の素材となるデータ（モデルやテクスチャ）のロード時と完成した画像のセーブ時だけである。
現在、コンピュータの処理能力の向上に伴い、画像のレンダリングにかかる時間は非常に短くなっているが、最先端の画像品質を得るために計算量も増えているため、単純な画像は素早く作成できるが、よりリアルでより複雑な高解像度の画像の作成には、どうしてもそれなりの時間がかかる。画像作成にかけられる時間は、映画や番組の制作期間によって制限されるが、これはより高品質な作品を生み出したいという欲求からコンピュータの計算能力増強が求められているのであって、以前と同じ程度の画像をより高速に作成したいというわけではない。
そのため、大規模なレンダーファームでは、多数のプロセッサに処理を自動的に分配する「キューマネージャ」が使用される。処理の分割単位は、1枚の画像、数枚の画像、1枚の画像の一部など、さまざまであるがソフトウェアはクライアントサーバ型パッケージであり、各プロセッサとキューマネージャとの通信を行う。キューの方式によっては中心となるマネージャが存在しないこともあるが、典型的なキューマネージャの機能は、キューの優先順位の変更、ソフトウェアライセンスの管理、ファームを構成する各種ハードウェア（すなわち異機種混在の場合）に基づいたスループットの最適化アルゴリズムなどである。
最近では、GPUを多数搭載した1台のコンピュータでレンダーファーム相当の処理を行う可能性が模索されている。